# Nepenthes faizaliana
Nepenthes faizaliana es una planta odre carnívora tropical endémica de los acantilados de piedra caliza del Parque Nacional Gunung Mulu en Sarawak, Borneo. Se cree que está más estrechamente relacionado con N. boschiana.

## Historia botánica
El espécimen tipo de N. faizaliana, S 44163 (Lai & Jugah), se recolectó el 10 de noviembre de 1981 en Batu Panjang en el Parque Nacional Gunung Mulu. El holotipo está depositado en el Herbario del Departamento Forestal de Sarawak (SAR) en Kuching, Sarawak; los isotipos se llevan a cabo en el herbario de los Jardines Botánicos Reales, Kew (K) y en el Herbario Nacional de los Países Bajos (L) en Leiden.
Nepenthes faizaliana fue descrita formalmente en 1991 por J. H. Adam y C. C. Wilcock. La descripción fue publicada en la revista botánica Blumea. Nepenthes faizaliana lleva el nombre de Muhammad Khairul Faizal, hijo del autor J. H. Adam.
En 1997, Matthew Jebb y Martin Cheek redujeron N. faizaliana a un sinónimo heterotípico de N. stenophylla en su monografía sobre el género. Este tratamiento fue seguido por Anthea Phillipps y Anthony Lamb en su libro Plantas odres de Borneo. Sin embargo, Charles Clarke retuvo a N. faizaliana como una especie distinta en su monografía Nepenthes of Borneo, que se publicó unos meses después del trabajo de Jebb y Cheek. Esta interpretación ha sido apoyada por autores posteriores.

## Descripción
El tallo trepador de Nepenthes faizaliana puede tener hasta 8 mm de diámetro. Los entrenudos son cilíndricos en sección transversal y hasta 3 cm de largo.

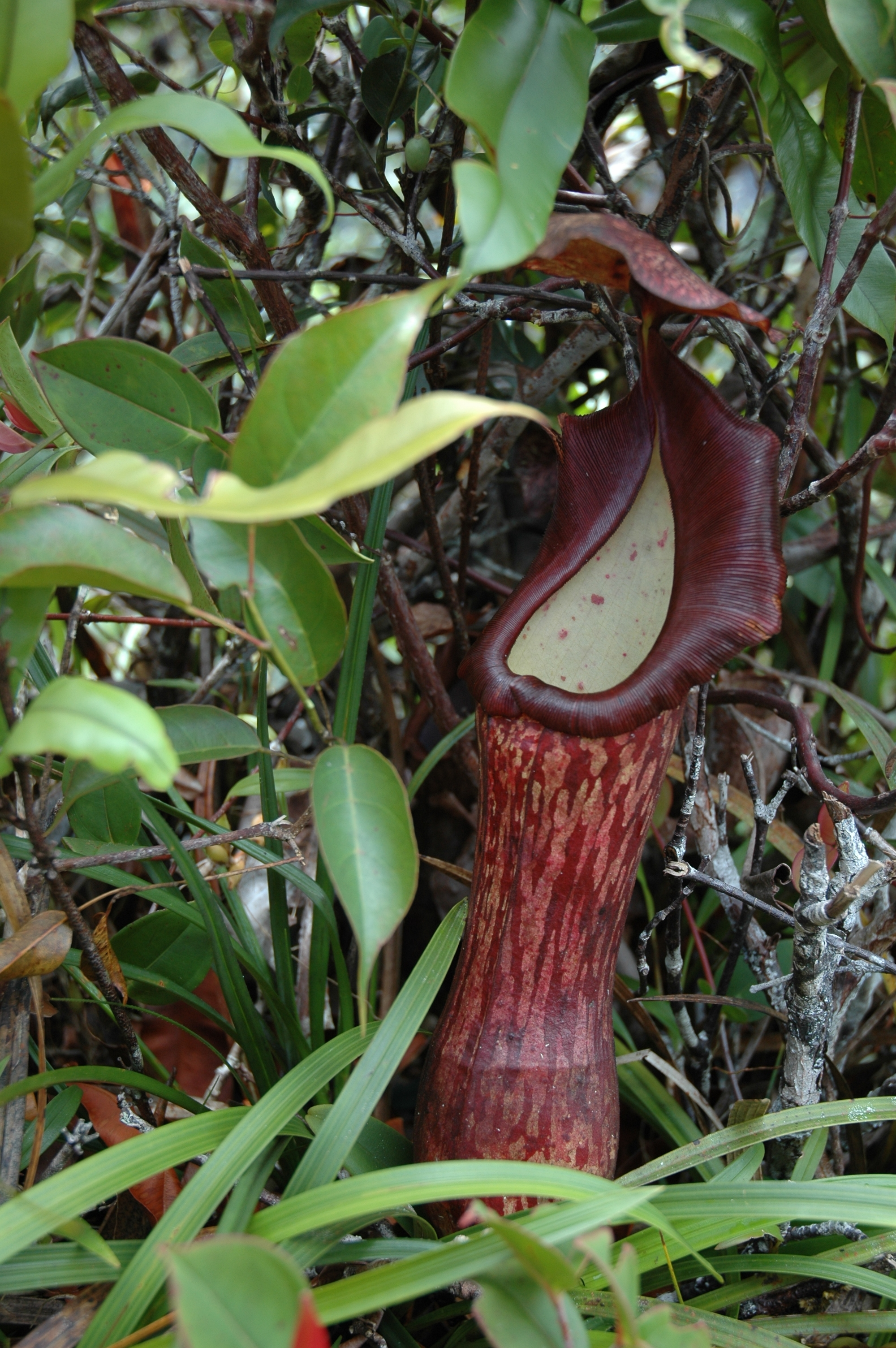
Una planta odre baja.

Las hojas se alternan alrededor del tallo. Son de textura peciolada y coriácea. La lámina es de forma lanceolada a elíptica y hasta 14 cm de largo por 4 cm de ancho. Tiene un vértice agudo y una base obtusa. El pecíolo es canaliculado y hasta 5 cm de largo. Es semi-amplexicaul, pero carece de alas. Dos venas longitudinales están presentes a ambos lados de la nervadura central. Las venas pinnadas son indistintas. Zarcillos llegan a 20 cm de largo.
Las plantas odres más bajas no se han descrito formalmente, aunque son más pequeños y se producen con menos frecuencia que sus contrapartes aéreas. Los cántaros superiores son estrechamente infundibulares, volviéndose ligeramente más anchos en la parte superior. Llegan a más de 30 cm de altura. En las plantas odres aéreas, las alas suelen reducirse a un par de costillas. La zona cerosa de la superficie interna está bien desarrollada. La boca del cántaro tiene una inserción oblicua. El peristoma es aplanado, cilíndrico en sección transversal y hasta 4 mm de ancho. El párpado u opérculo es orbicular y tiene una cresta glandular distintiva en su parte inferior. Se inserta un espolón no ramificado cerca de la base de la tapa.

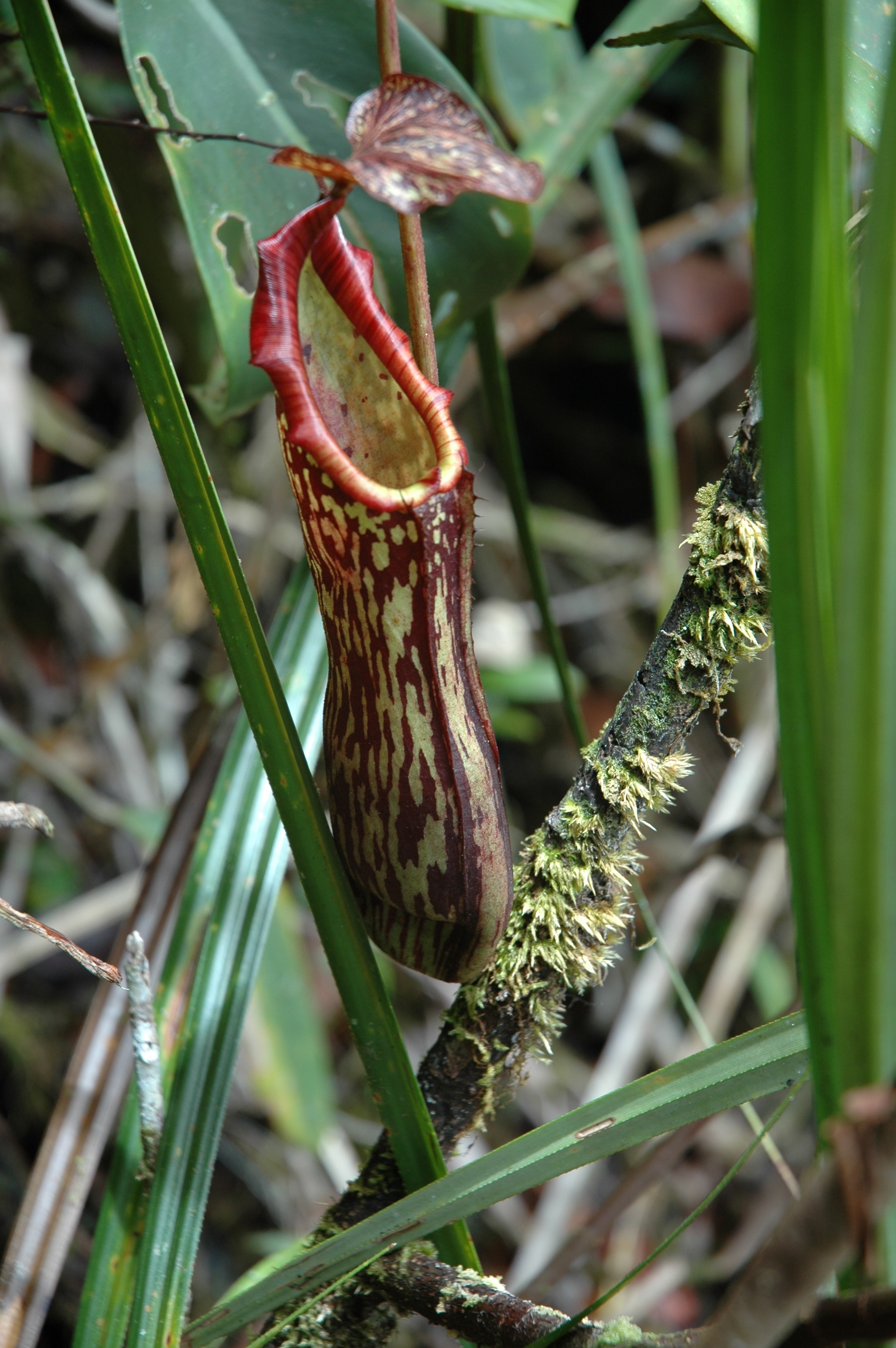
Una planta odre intermedia.

Nepenthes faizaliana tiene una inflorescencia racemosa. La inflorescencia femenina de esta especie no se ha descrito formalmente. En las inflorescencias masculinas, el pedúnculo tiene hasta 17 cm de largo, mientras que el eje alcanza los 40 cm de largo. Los pedicelos son de una sola flor, hasta 20 mm de largo, y típicamente poseen brácteas. Los sépalos son de forma lanceolada a oblonga y hasta 4 mm de largo. Un estudio de 120 muestras de polen tomadas del espécimen tipo (S 44163 (Lai & Jugah)) encontró que el diámetro medio del polen era de 32,3 μm (SE = 0,4; CV = 7,6%).
Nepenthes faizaliana tiene un indumento de pelos estrellados blancos en su tallo y pecíolos. La superficie superior de la lámina es glabra, mientras que la parte inferior tiene una cubierta escasa de pelos cortos y ramificados. Además, hay largos pelos blancos en la base de la nervadura central.

## Ecología
Nepenthes faizaliana es endémica de los picos de piedra caliza del Parque Nacional Gunung Mulu en Sarawak, Borneo. Típicamente ocurre en elevaciones de 1000 a 1600 m sobre el nivel del mar, aunque se ha registrado desde elevaciones tan bajas como 400 metro. N. faizaliana se encuentra tanto en forma terrestre como epífita en afloramientos de piedra caliza y cimas de cordilleras expuestas. Crece muy cerca de varias otras especies de Nepenthes, incluida N. stenophylla, N. tentaculata y N. vogelii, pero solo un supuesto híbrido natural con N. veitchii ha sido registrado.

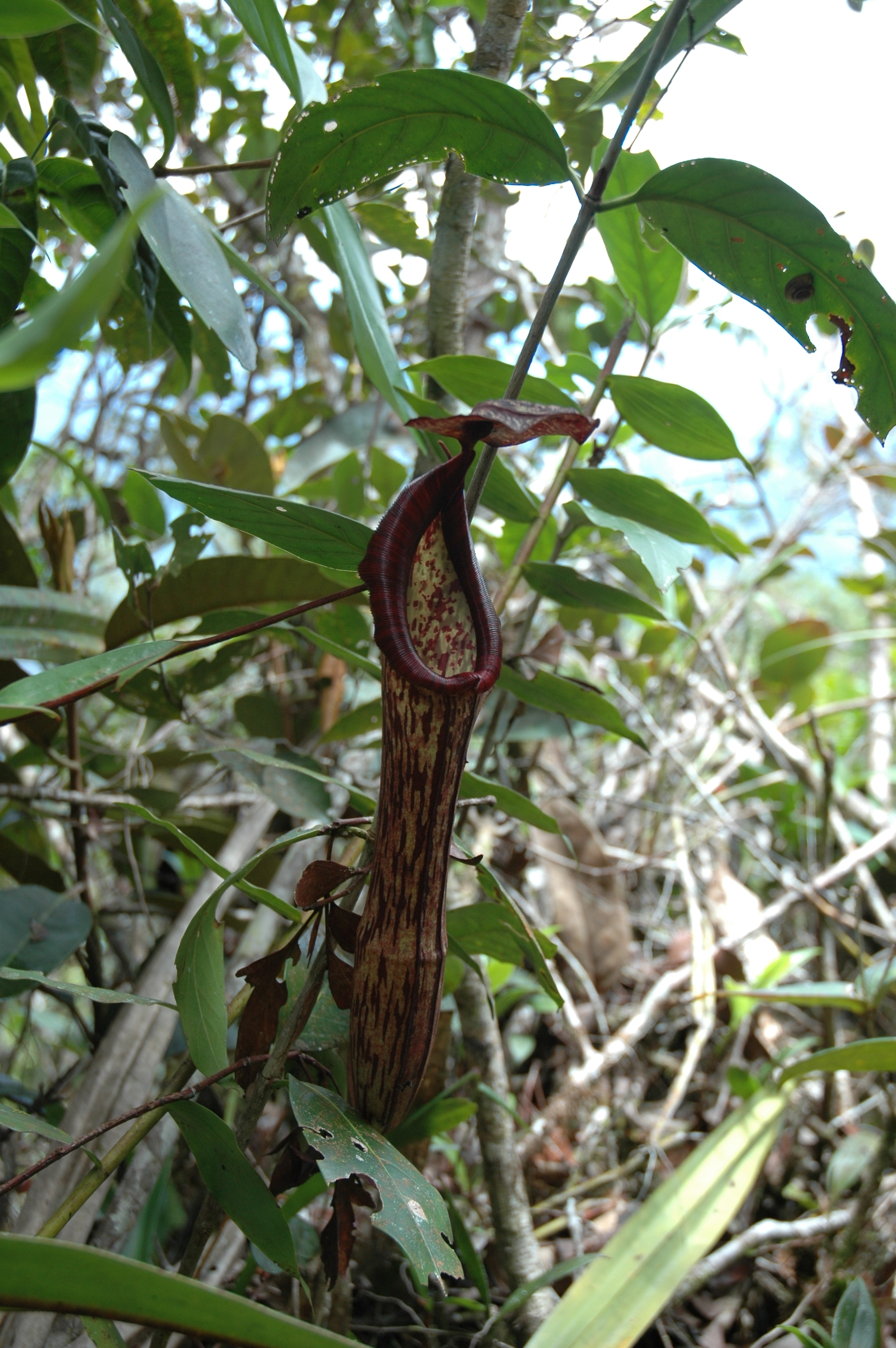
Nepenthes faizaliana creciendo a lo largo del sendero Pinnacles en el monte Api

Aunque la mayoría de las poblaciones de N. faizaliana son remotas e inaccesibles para los visitantes habituales, la especie se puede observar fácilmente a lo largo del sendero Pinnacles Trail en el monte Api.

## Especies relacionadas
Nepenthes faizaliana pertenece a la vagamente definida "N. maxima complex", que también incluye, entre otras especies, N. boschiana, N. chaniana, N. epífita, N. Eymae, N. fusca, N. klossii, N. máxima, N. platychila, N. stenophylla y N. vogelii.
Nepenthes faizaliana parece estar más estrechamente relacionado con N. boschiana. Estas dos especies difieren en la extensión de sus indumentos; el de N. faizaliana está bien desarrollada y llamativa, mientras que las plantas maduras de N. boschiana son virtualmente glabras. Además, las plantas odres inferiores de N. boschiana tiende a tener una base más bulbosa y un peristoma más ancho. Los cántaros superiores son difíciles de distinguir, aunque los de N. boschiana suele tener una boca más ancha. Charles Clarke escribe que estas diferencias "no son importantes" y que "parecen justificadas comparaciones más cercanas". Nepenthes boschiana y N. faizaliana son endémicas de piedra caliza y se encuentran en las formaciones de piedra caliza más altas de Borneo: la Cordillera Meratus y los acantilados del Parque Nacional Gunung Mulu, respectivamente.
Nepenthes faizaliana también es similar a N. stenophylla, con la que alguna vez fue sinonimizada. Se diferencia de esa especie por tener hojas más lanceoladas, inflorescencias más grandes, así como un peristoma más ancho, colorido y menos recurvado. Las flores de N. faizaliana nacen individualmente en pedicelos bracteados en lugar de pedúnculos parciales de dos flores. Además, la cresta glandular de N. faizaliana difiere en forma y sus cántaros inferiores son generalmente bulbosos en las partes inferiores, a diferencia de los de N. estenofila. Algunos autores tratan a N. fallax en sinonimia con N. stenophylla, mientras que otros las consideran dos especies distintas, con plantas comúnmente conocidas como N. stenophylla en realidad representando a N. falax
Nepenthes faizaliana también se parece a N. fusca. En su descripción del primero, Adam y Wilcock distinguieron estos taxones sobre la base de la estructura de la inflorescencia, el tamaño de la región glandular en la superficie interna de los cántaros superiores y el desarrollo y las características del indumento. Además, N. faizaliana se diferencia por tener una tapa de cántaro orbicular, a diferencia de la tapa muy estrecha de N. fusca